# 卡察鄉

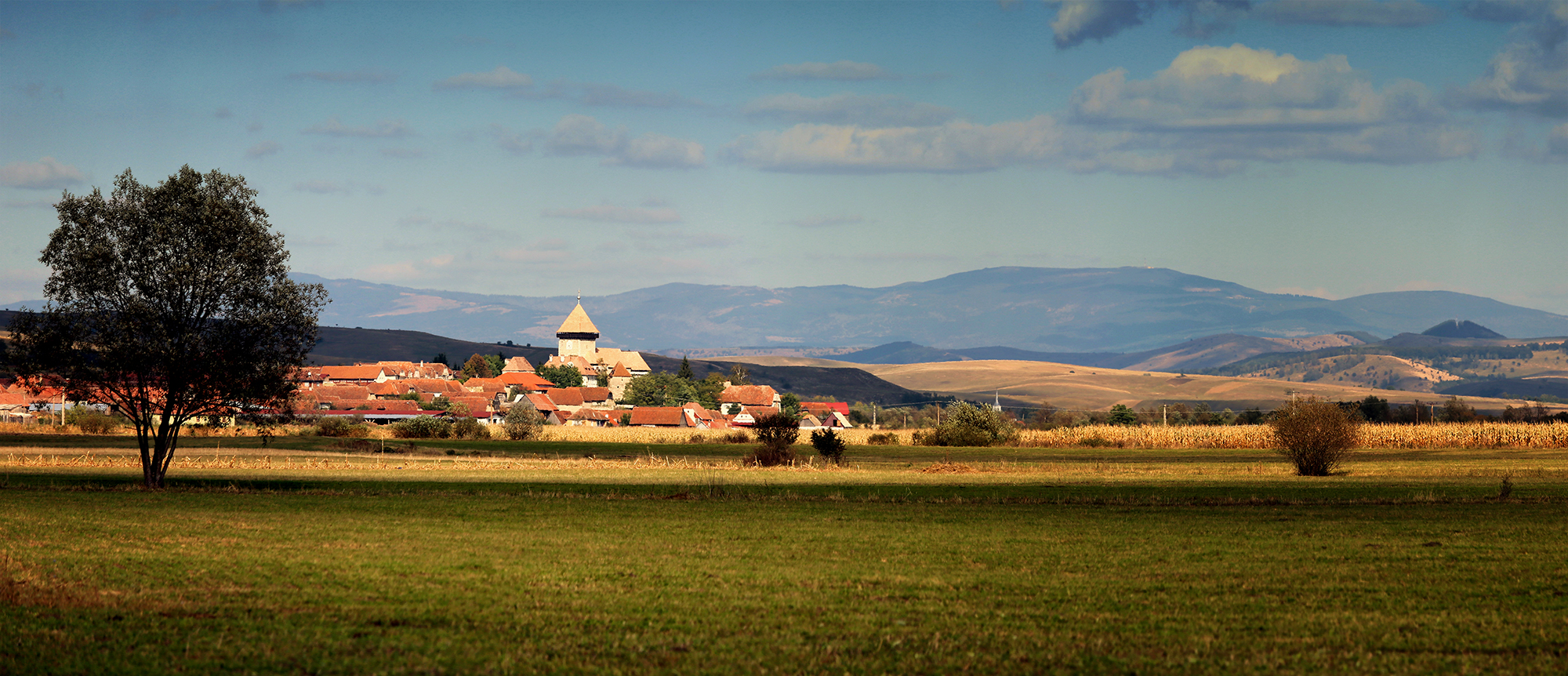

46°05′N 25°16′E / 46.083°N 25.267°E
卡察鄉（羅馬尼亞語：Comuna Cața, Brașov），是羅馬尼亞的鄉份，位於該國中部，由布拉索夫縣負責管轄，面積118平方公里，海拔高度515米，2007年人口2,678，人口密度每平方公里23人。